# Just Look Around
Just Look Around es el segundo álbum de estudio de larga duración de la banda estadounidense de hardcore punk Sick Of It All, lanzado a través de Combat Records/Relativity Records en 1992.

## Lista de canciones
1. "We Want the Truth" – 2:55
2. "Locomotive" – 2:12
3. "The Pain Strikes" – 3:06
4. "Shut Me Out" – 2:12
5. "What's Goin' On" – 2:10
6. "Never Measure Up" – 1:37
7. "Just Look Around" – 2:41
8. "Violent Generation" – 1:32
9. "The Shield" – 2:37
10. "Now It's Gone" – 2:10
11. "We Stand Alone" – 2:44
12. "Will We Survive" – 1:32
13. "Indust." – 2:03

- Datos: Q1631564